# Flemming Serritslev
Flemming Serritslev (Copenaghen, 18 febbraio 1947) è un allenatore di calcio ed ex calciatore danese, di ruolo centrocampista.

## Palmarès

### Giocatore

#### Competizioni nazionali
- Campionato danese: 2

Vejle: 1971, 1972
- Coppa di Danimarca: 3

Vejle: 1972, 1975, 1977